# Síndrome de Ramsay Hunt tipo 2
A síndrome de Ramsay Hunt tipo 2, também conhecida como herpes zoster ótico, apresenta-se tipicamente com paralisia facial unilateral, dor no ouvido e pequenas vesículas na proximidade ou no interior do canal auditivo externo.  Em alguns casos, não surgem vesículas ou estas aparecem apenas na boca. Pode ser precedida por cansaço e febre. Outros sintomas podem incluir olho seco, alteração no paladar, dificuldade na fala, vertigens ou perda auditiva.
É causada por uma reativação do vírus varicela-zoster (responsável pela varicela) no gânglio geniculado, um aglomerado de células nervosas do nervo facial. Os fatores desencadeadores podem incluir stresse fisiológico ou um estado imunocomprometido. O diagnóstico geralmente é baseado nos sintomas; embora a análise das vesículas possa fornecer apoio complementar. Trata-se de uma forma de zona (herpes zoster).
O tratamento inclui, geralmente, valaciclovir e prednisolona. As medidas para proteger o olho da secura incluem a aplicação de lubrificante ocular durante o dia e oclusão do olho com fita adesiva durante a noite. A vacina contra o herpes zoster pode ajudar a prevenir a doença. Cerca de 70% das pessoas recuperam a função facial quase normal, embora a recuperação possa levar meses. Outras complicações podem incluir neuralgia pós-herpética.
A síndrome de Ramsay Hunt tipo 2 afeta cerca de 5 em cada 100 000 pessoas por ano. Embora ocorra mais frequentemente em indivíduos na casa dos 70 e 80 anos, pode afetar pessoas de qualquer idade. A condição foi descrita pela primeira vez em 1907 por James Ramsay Hunt, que lhe deu o nome.